# Pont d'Hakaniemi
Le pont d'Hakaniemi (en finnois : Hakaniemen silta) est un pont  des quartiers de Kruununhaka et Kallio à Helsinki en Finlande.

## Description
Situé au centre-ville d'Helsinki, le pont routier , mène de Siltasaari à Kruununhaka en traversant le détroit Siltavuorensalmi.
Auparavant, le trafic de la route de la rue côtière de Sörnäinen en direction du centre d'Helsinki devait passer par Hakaniemenranta et Pitkäsilta, mais depuis l'achèvement du pont d'Hakaniemi en 1961, le trafic a été redirigé pour emprunter le nouveau pont jusqu'à Pohjoisranta.
Les routes nationales 4 et 7 passent par le pont d'Hakaniemi.

## Le nouveau pont
Le projet Kruunusillat réalise la construction du nouveau pont Hakaniemensilta et la démolition de l'ancien.
Pour les habitants de Kruununhaka, le nouveau pont modifiera considérablement la disposition des rues sur Pohjoisranta et Siltavuorenranta (fi).
Le nouveau pont devrait être achevé en 2024, après quoi l'ancien pont sera démoli,.

## Galerie

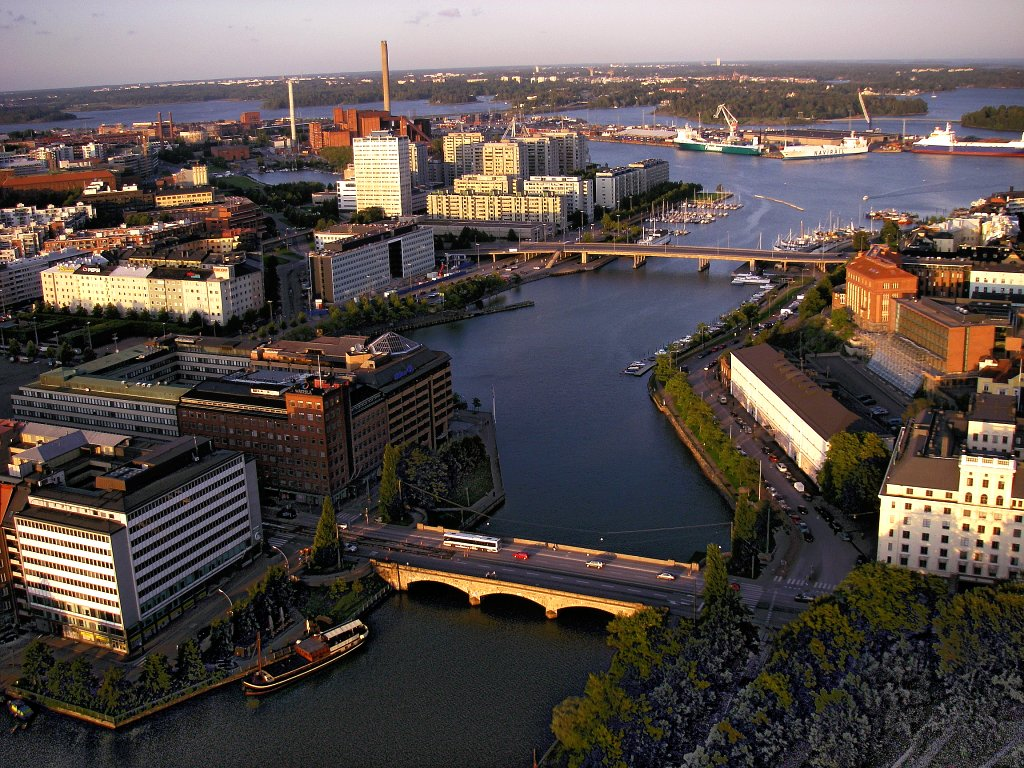
Kaisaniemenlahti et le pont au centre.
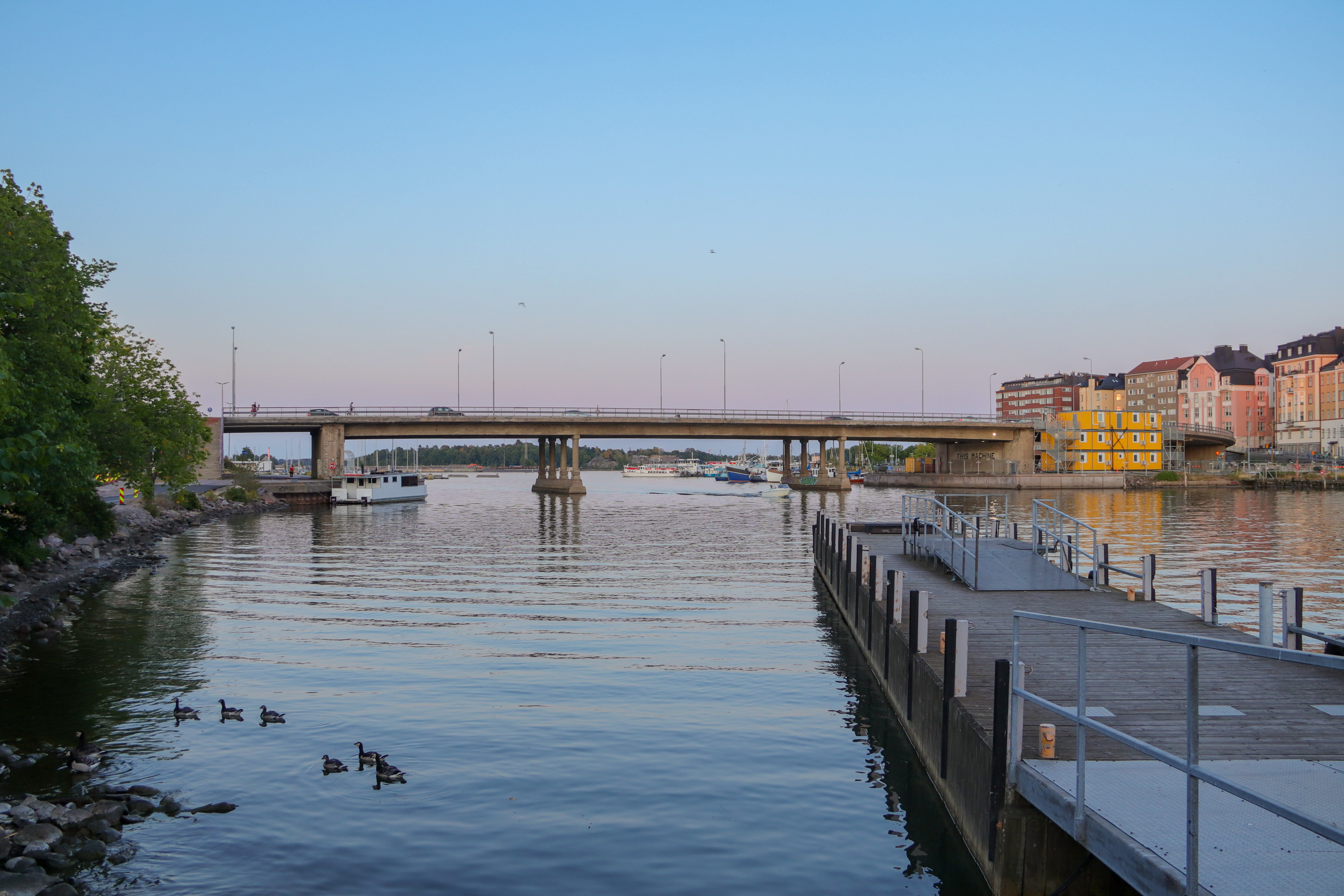
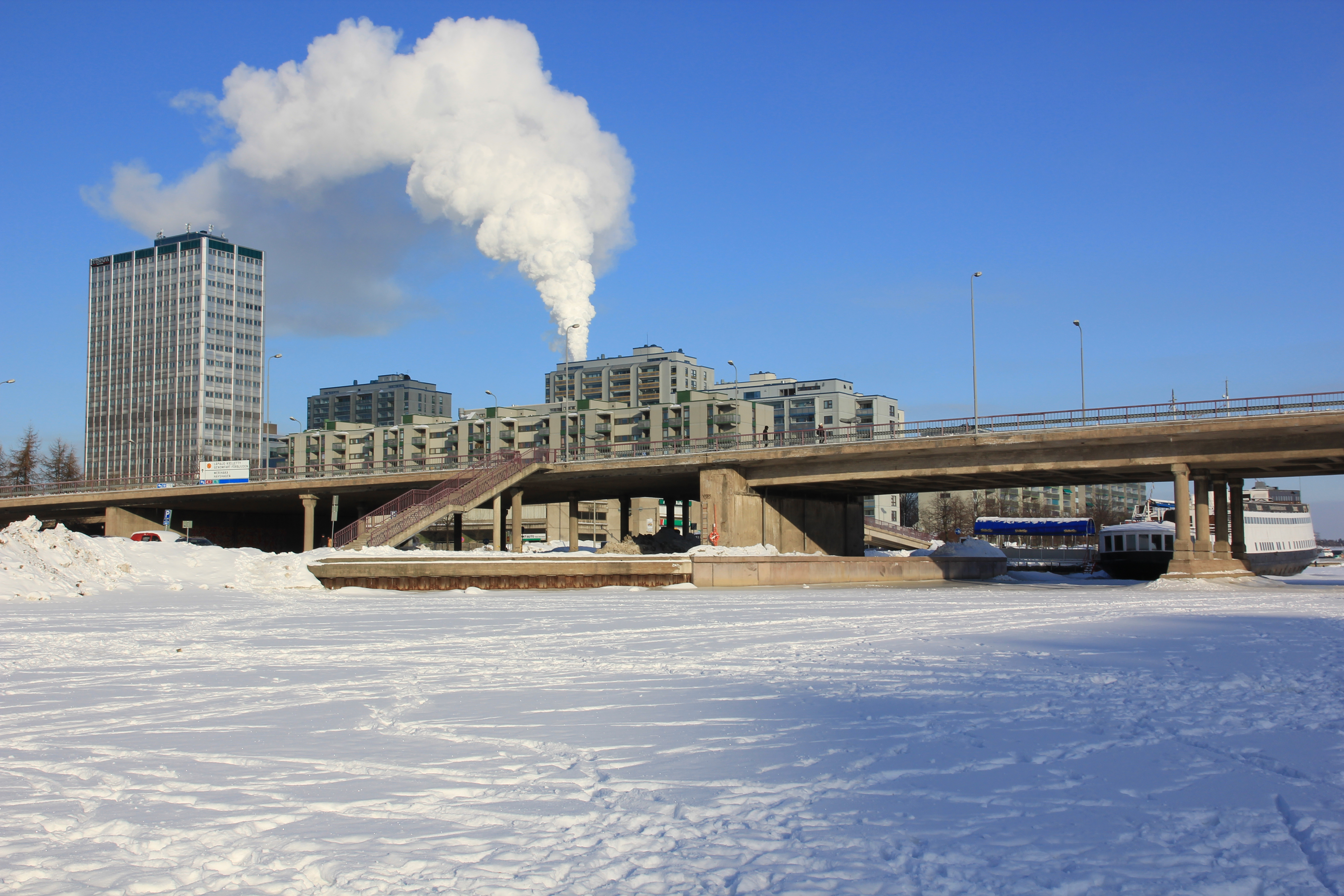
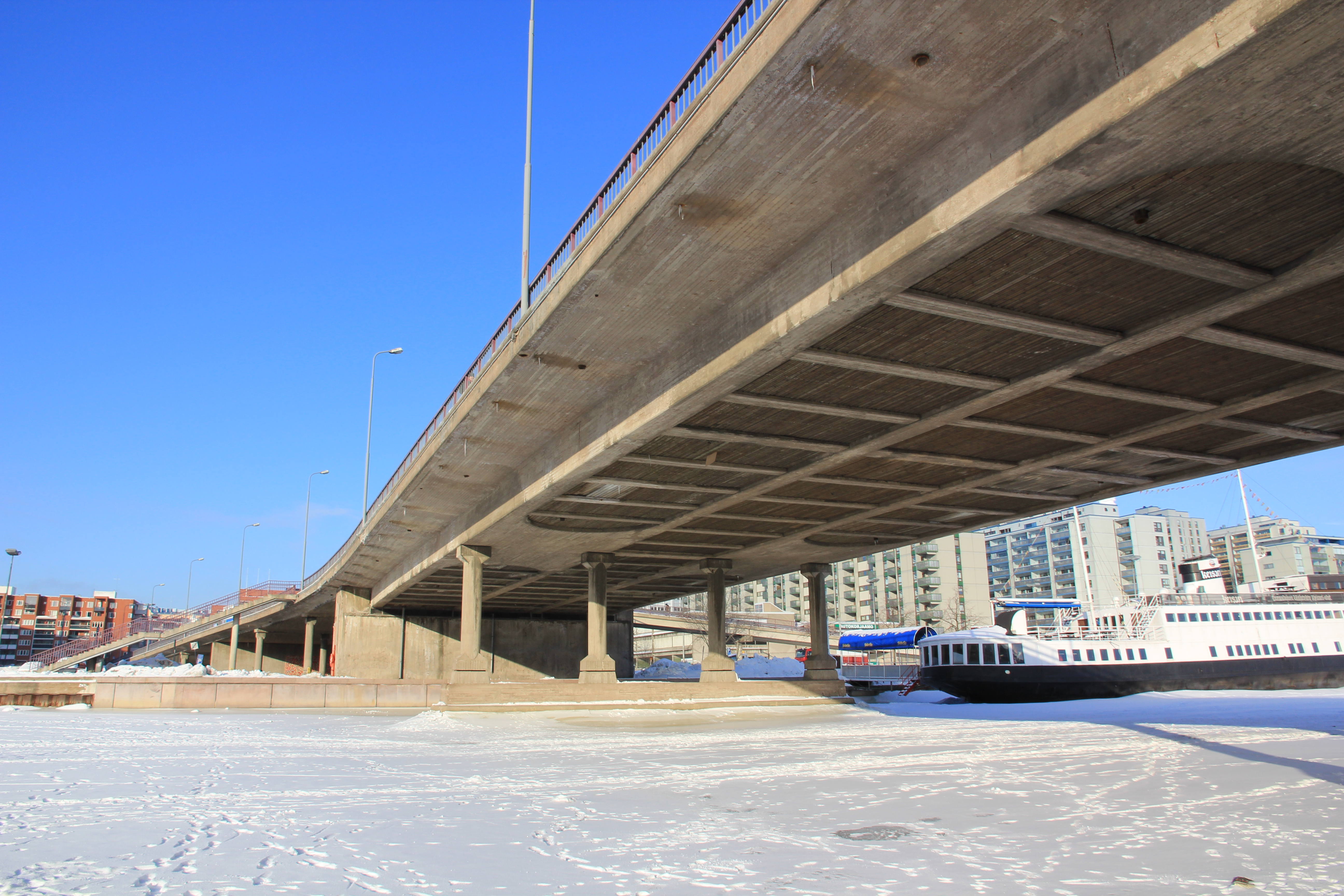